# Curling-Weltmeisterschaft der Herren 1977
Die Curling-Weltmeisterschaft der Herren 1977 (offiziell: Air Canada Silver Broom 1977) war die 19. Austragung (inklusive Scotch Cup) der Welttitelkämpfe im Curling der Herren. Sie wurde vom 28. März bis 3. April des Jahres in Karlstad, Schweden in der Färjestads Ishall veranstaltet.
Die Curling-Weltmeisterschaft der Herren wurde in einem Rundenturnier (Round Robin) zwischen den Mannschaften aus Schottland, Kanada, den Vereinigten Staaten, der Bundesrepublik Deutschland, Schweden, Norwegen, Frankreich, der Schweiz, Dänemark und Italien ausgespielt.
Die Spiele wurden auf zehn Ends angesetzt.
Vor heimischem Publikum fuhr das schwedische Team den zweiten WM-Titel ein. Im Finale musste sich Kanada mit 8:5 geschlagen geben.

## Teilnehmende Nationen
| BR Deutschland                                                                                                   | Dänemark | Frankreich | Italien | Kanada                                                                                                   |
| --- | --- | --- | --- | --- |
| EC Bad Tölz, Bad Tölz Skip: Klaus Kanz Third: Manfred Schulze Second: Hans Österreicher Lead: Jan Eckhart        | Hvidovre CC, Hvidovre Skip: Tommy Stjerne Third: Oluf Olsen Second: Steen Hansen Lead: Peter Andersen                   | Mont d’Arbois CC, Megève Skip: Pierre Boan Third: Pierre Duclos Second: Honore Brangi Lead: Jean-Claude Gachet    | Cortina CC, Cortina d’Ampezzo Skip: Giuseppe Dal Molin Third: Andrea Pavani Second: Giancarlo Valt Lead: Enea Pavani | St. Laurent CC, Montreal, QC Skip: Jim Ursel Third: Art Lobel Second: Don Aitken Lead: Brian Ross        |
| Norwegen | Schottland | Schweden | Schweiz | Vereinigte Staaten                                                                                       |
| Trondheim CC, Trondheim Skip: Kristian Sørum Third: Eigil Ramsfjell Second: Gunnar Meland Lead: Gunnar Sigstadsø | Carmunnock & Rutherglen CC, Glasgow Skip: Ken Horton Third: Willie Jamieson Second: Keith Douglas Lead: Richard Harding | Härnösands CK, Härnösand Fourth: Ragnar Kamp Third: Håkan Rudström Skip: Björn Rudström Lead: Christer Mårtensson | Scuol Tarsap CC, Scuol Fourth: Jon Carl Rizzi Third: Marcus Florinett Skip: Jon Corradin Lead: Werner Bundi          | Hibbing CC, Hibbing, MN Skip: Bruce Roberts Third: Paul Pustovar Second: Jerry Scott Lead: Gary Kleffman |

## Tabelle der Round Robin
| Schlüssel | Schlüssel                      |
| --------- | ------------------------------ |
|           | Qualifiziert für die Play-offs |
|           | Tie-Breaker                    |

| Platz | Team               | Spiele | Siege | Ndlg. |
| ----- | ------------------ | ------ | ----- | ----- |
| 1.    | Schweden           | 9      | 8     | 1     |
| 2.    | Kanada             | 9      | 7     | 2     |
| 3.    | Schottland         | 9      | 6     | 3     |
| 4.    | Vereinigte Staaten | 9      | 6     | 3     |
| 5.    | Schweiz            | 9      | 5     | 4     |
| 6.    | Norwegen           | 9      | 5     | 4     |
| 7.    | Italien            | 9      | 4     | 5     |
| 8.    | BR Deutschland     | 9      | 2     | 7     |
| 9.    | Frankreich         | 9      | 2     | 7     |
| 10.   | Dänemark           | 9      | 0     | 9     |

## Ergebnisse der Round Robin

### Runde 1
| Italien | Schweden |
| 7       | 10       |

| Norwegen | Schweiz |
| 5        | 7       |

| Schottland | Dänemark |
| 7          | 5        |

| Frankreich | Vereinigte Staaten |
| 5          | 8                  |

| Kanada | BR Deutschland |
| 9      | 3              |

### Runde 2
| Schottland | BR Deutschland |
| 6          | 3              |

| Schweden | Frankreich |
| 6        | 8          |

| Schweiz | Kanada |
| 6       | 8      |

| Dänemark | Italien |
| 5        | 6       |

| Vereinigte Staaten | Norwegen |
| 6                  | 5        |

### Runde 3
| Vereinigte Staaten | Kanada |
| 5                  | 8      |

| BR Deutschland | Italien |
| 5              | 8       |

| Norwegen | Schweden |
| 5        | 6        |

| Schottland | Schweiz |
| 3          | 6       |

| Frankreich | Dänemark |
| 8          | 7        |

### Runde 4
| Frankreich | Schweiz |
| 3          | 12      |

| Kanada | Dänemark |
| 7      | 3        |

| Italien | Vereinigte Staaten |
| 3       | 7                  |

| BR Deutschland | Norwegen |
| 5              | 6        |

| Schweden | Schottland |
| 12       | 1          |

### Runde 5
| BR Deutschland | Vereinigte Staaten |
| 3              | 6                  |

| Italien | Norwegen |
| 5       | 6        |

| Frankreich | Schottland |
| 4          | 5          |

| Schweden | Kanada |
| 7        | 4      |

| Dänemark | Schweiz |
| 4        | 7       |

### Runde 6
| Schweden | Dänemark |
| 7        | 2        |

| Schweiz | BR Deutschland |
| 9       | 8              |

| Kanada | Norwegen |
| 5      | 6        |

| Italien | Frankreich |
| 8       | 4          |

| Schottland | Vereinigte Staaten |
| 7          | 2                  |

### Runde 7
| Schweiz | Italien |
| 7       | 9       |

| Vereinigte Staaten | Schweden |
| 2                  | 8        |

| Dänemark | BR Deutschland |
| 2        | 6              |

| Kanada | Schottland |
| 5      | 4          |

| Norwegen | Frankreich |
| 12       | 3          |

### Runde 8
| Kanada | Frankreich |
| 5      | 4          |

| Italien | Schottland |
| 3       | 8          |

| Vereinigte Staaten | Schweiz |
| 7                  | 5       |

| Norwegen | Dänemark |
| 7        | 1        |

| BR Deutschland | Schweden |
| 4              | 8        |

### Runde 9
| Norwegen | Schottland |
| 5        | 6          |

| Dänemark | Vereinigte Staaten |
| 0        | 8                  |

| BR Deutschland | Frankreich |
| 11             | 8          |

| Schweiz | Schweden |
| 2       | 8        |

| Italien | Kanada |
| 4       | 10     |

## Play-off

### Turnierbaum
|  | Halbfinale | Halbfinale         | Halbfinale |  |  | Finale | Finale   | Finale |
|  |            |                    |            |  |  |        |          |        |
|  |            |                    |            |  |  |        |          |        |
|  | 3          | Schottland         | 5          |  |  |        |          |        |
|  | 2          | Kanada             | 8          |  |  |        |          |        |
|  |            |                    |            |  |  | 1      | Schweden | 8      |
|  |            |                    |            |  |  | 2      | Kanada   | 5      |
|  | 4          | Vereinigte Staaten | 0          |  |  |        |          |        |
|  | 1          | Schweden           | 5          |  |  |        |          |        |
|  |            |                    |            |  |  |        |          |        |

### Halbfinale
| Schottland | Kanada |
| 5          | 8      |

| Vereinigte Staaten | Schweden |
| 0                  | 5        |

### Finale
| Schweden | Kanada |
| 8        | 5      |

## Endstand
| Platz | Land               |
| ----- | ------------------ |
| 1     | Schweden           |
| 2     | Kanada             |
| 3     | Schottland         |
| 4     | Vereinigte Staaten |
| 5     | Schweiz            |
| 6     | Norwegen           |
| 7     | Italien            |
| 8     | BR Deutschland     |
| 9     | Frankreich         |
| 10    | Dänemark           |